# Mișcarea pentru pace
Mișcarea pentru pace este o mișcare care militează pentru rezolvarea problemelor, conflictelor politice și sociale pe cale pașnică, prin tratative și reforme cu evitarea războiului. Această mișcare a luat naștere în secolul XIX o dată cu industrializarea și luând amploare după primul război mondial, principalele caracteristici ale mișcării fiind antimilitarismul, pacifismul și socialismul.